# مترو إسطنبول يلدز - محمود بيي
مترو آم7 (بالتركية: M7 Yıldız - Mahmutbey Metro) هو خط نقل سريع لمترو إسطنبول يظهر باللون الزهري الفاتح على الخرائط وعلامات الطرق، وافتتح في عام 2020، ومن المتوقع بعد توسيعه في 2026 أن يكون ثاني أطول مترو في إسطنبول من بعد M11.
ينقسم الخط إلى ثلاث أقسام. وهو الآن يعمل جزئيا. تم افتتاح القسم الأول بين مجيدية كوي ومحمود بيي في 28 أكتوبر 2020. في 2 يناير 2023 إفتتح الجزء الثاني للمترو من مجيدية كوي إلى يلدز. ولازال المترو تحت الإنشاء في مرحلته الثالثة (كبطاش - يلدز) والرابعة (محمود بيي - مستشفى السلطان سليمان القانوني). وكذالك يوجد تخطيط لتوسيع المترو من إسنيورت إلى سعادة ديرة.

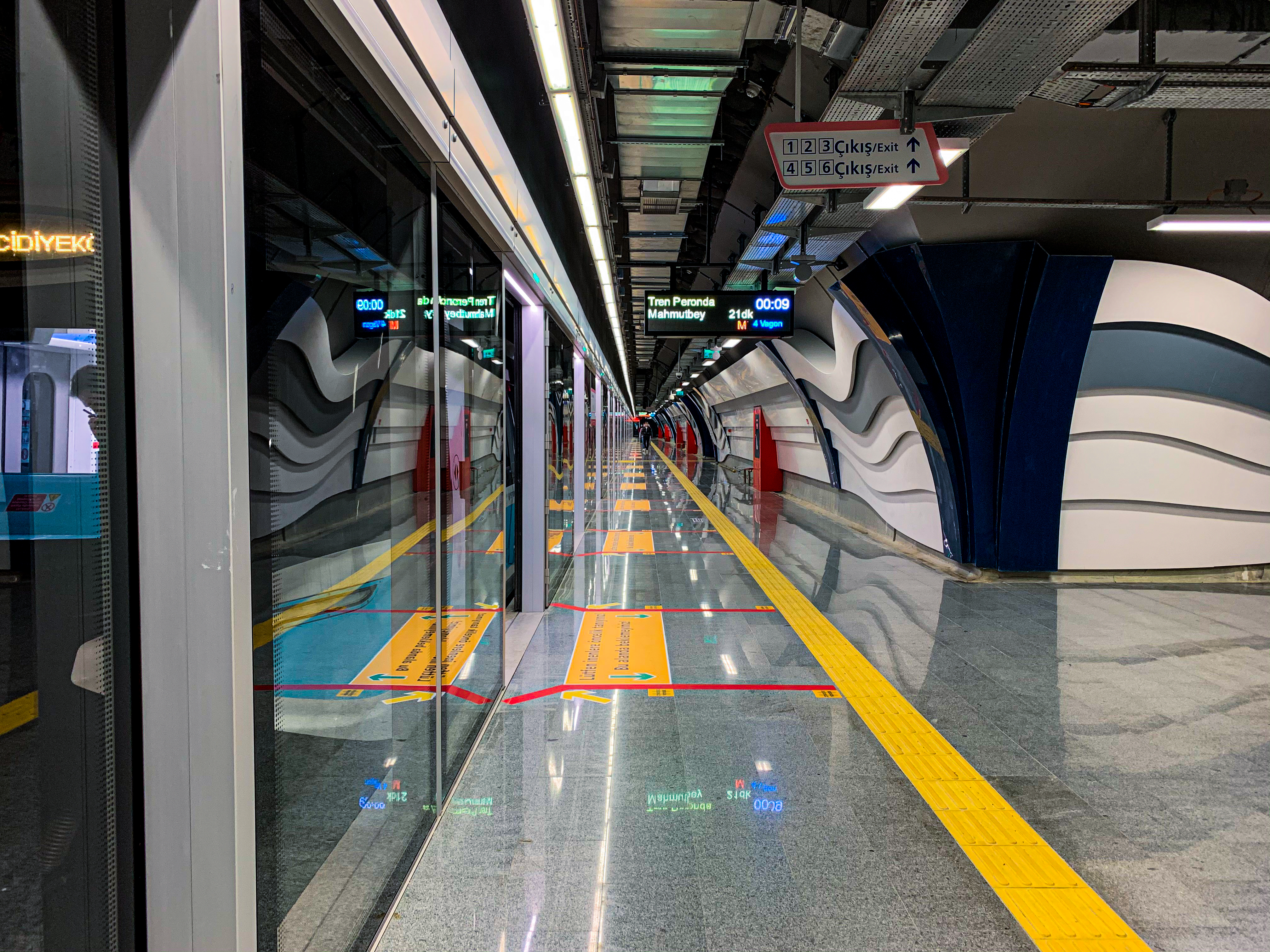
محطة شيشلي \ مجيدية كوي

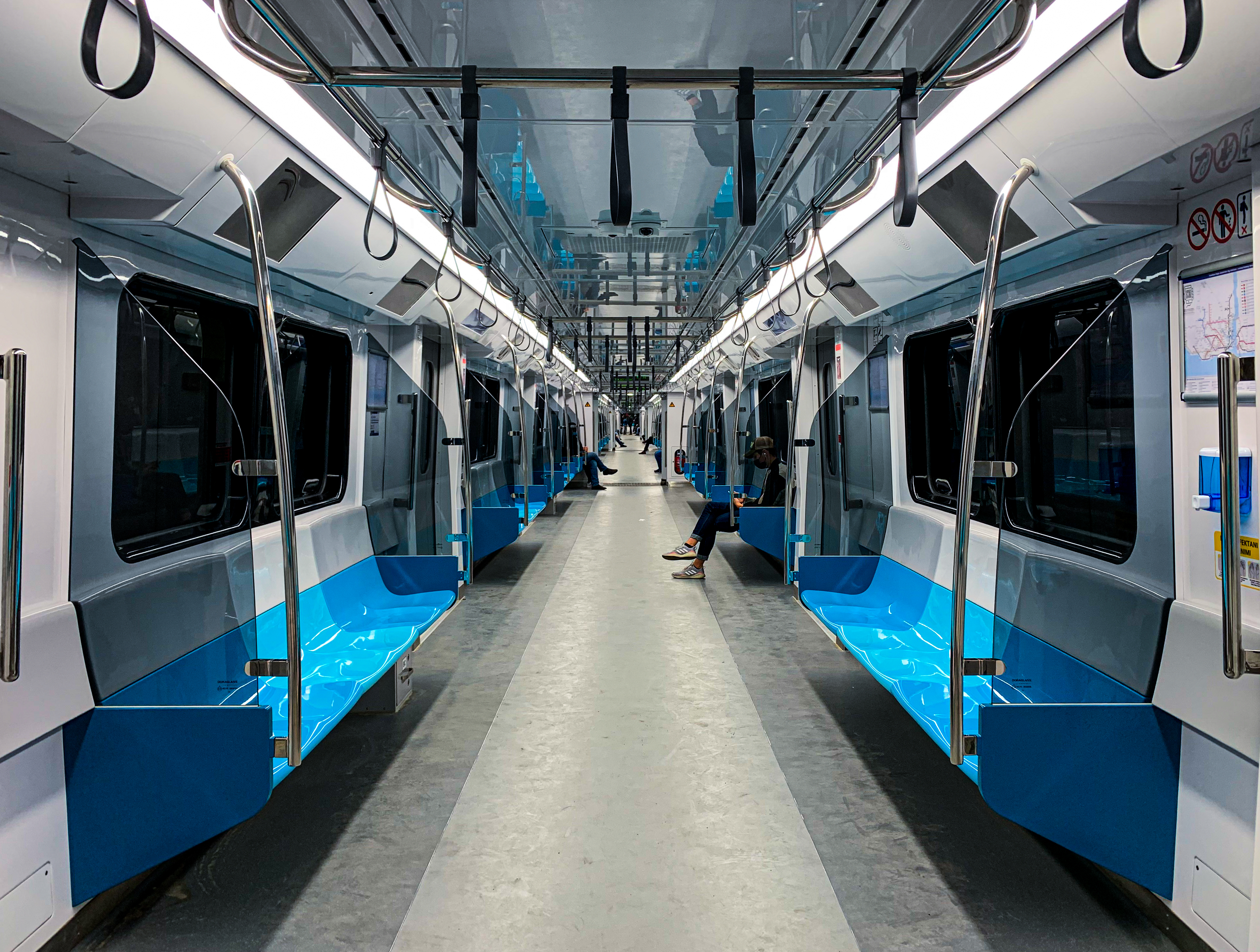
،ترو M7 من الداخل

## المحطات
| المحطة                       | المنطقة         | تحويلات | النوع     | ملاحظات                                                                    |
| ---------------------------- | --------------- | --- | --------- | -------------------------------------------------------------------------- |

خريطة مترو M7 بالتركية

| كبطاش                        | بشكطاش          | ・⛴️(كبطاش) حافلات İETT: 22, 22B, 26, 26A, 26B, 27E, 27SE, 28, 28T, 29C, 29D, 30D, 41E, 43R, 58A, 58N, 58S, 58UL, 62, 63, 70KE | تحت الأرض | - قصر طولمة باغجة - استاد بشكطاش - ميناء عبارات دنتور افراسيا إلى أوسكودار |
| بشكطاش                       | بشكطاش          | ⛴️(بشكطاش) ・⛴️(بارباروس خير الدين باشا) حافلات İETT: 22RE, 26, 26A, 26B, 27E, 27SE, 28, 28T, 29A, 29C, 29D, 29E, 36G, 40B, 41E, 43R, 50L, 55B, 55ET, 57UL 58A, 58N, 58S, 58UL, 62, 62G, 63, 129T, 559C, D2, U1, U2 | تحت الأرض | - ميدان بشكطاش - بازار بشكطاش الكبير - ميناء TURYOL ودنتور افراسيا         |
| ↑↑ تحت الإنشاء↑↑             |                 | |           |                                                                            |
| يلدز                         | بشكطاش          | حافلات İETT: 27E, 27SE, 29A, 29C, 29D, 29E, 30A, 36G, 41E, 43R, 58A, 58N, 58S, 58UL, 62, 62G, 63, 129T, 559C, U2 | تحت الأرض |                                                                            |
| فليا                         | بشكطاش          | حافلات İETT: 25G, 26B, 30G, 59K, 74A | تحت الأرض |                                                                            |
| شيشلي - مجيدية كوي           | شيشلي           | ・ حافلات İETT: 25G, 27T, 29Ş, 30A, 30M, 32M, 33M, 33TM, 36M, 41AT, 46Ç, 46KT, 46T, 48, 48F, 48H, 48N, 48S, 49G, 49GB, 50C, 50M, 50S, 54Ç, 54E, 54HŞ, 54K, 54ÖR, 54P, 54T, 55, 59A, 59B, 59CH, 59K, 59N, 59R, 59UÇ, 64Ç, 65G, 66, 74, 74A, 750, 77, 77A, 79KM, 79M, 92M, 92Ş, 93M, 97M, 121A, 121B, 121BS, 122C, 122D, 122Y, 141A, 141M, 146E, 146M, 251, 252, 522, 522B, 522ST, 622, DT1, DT2, E-58, H-2, HM3, HM4 | تحت الأرض | - جواهر مول - بروفيلو مول - برج ترامب - ميدان مجيدية كوي                   |
| تشاعليان                     | كاغد خانة       | حافلات İETT: 46Ç, 46T, 48, 48H, 48N, 50C, 65A, 77A, HM3 | تحت الأرض | قصر عدالة إسطنبول                                                          |
| كاغد خانة                    | كاغد خانة       | حافلات İETT: 41ST, 48, 48H, 48N, 48T, 50D, 62, 64Ç, 65A, K2, K3, TM3 | جسر       |                                                                            |
| نور تبة                      | كاغد خانة       | حافلات İETT: 48N, 62G, 62H, TM1,TM2 | تحت الأرض |                                                                            |
| علي بيي كوي                  | أيوب سلطان      | حافلات İETT: 36T, 48A, 49GB, 50A, 50AT, 50B, 50C, 50D, 50E, 50F, 50G, 50F, 50H, 50K, 50L, 50M, 50N, 50R, 50S, 50T, 50V, 50Y, 50Z, R3, TM1, TM2, TM5, TM7, TM9, TM10, TM11, TM17, TM19 | جسر       | خور علي بيي كوي                                                            |
| تشيرتشير                     | أيوب سلطان      | حافلات İETT: 37M, 37T, 37Y, 50P, TM7, TM8, TM9, TM10, TM12 | تحت الأرض |                                                                            |
| فيصل كراني - آق شمس الدين    | أيوب سلطان      | حافلات İETT: 36T, 37Y, 47L, 49Z, 50AT, 50P, TM8, TM9, TM10, TM11, TM12, TM18 | تحت الأرض | -أيوب بارك -متزه فيالاند الترفيهي                                          |
| يشل بينار                    | أيوب سلطان      | حافلات İETT: 36T, 47L, 49Z, 50AT, TM6, TM9, TM10, TM11, TM18 | تحت الأرض |                                                                            |
| كاظم قرة بكر                 | غازي عثمان باشا | حافلات İETT: 36L, 36T, 36Z, 38B, 38Z, 49G, 50AT, 88, 88A, HT5, MK49, MK50, TM18, TM19 | تحت الأرض |                                                                            |
| يني محلة                     | غازي عثمان باشا | حافلات İETT: 36, 36ES, 36S, 36KE, HT5, TM9, TM15, TM16 | تحت الأرض |                                                                            |
| حي البحر الأسود              | غازي عثمان باشا | (كبتاش-فينيزيا) حافلات İETT: 36A, 36CY, 36M, 36V, 336E | تحت الأرض | فينيزيا مول                                                                |
| جييم كنت - تكستيل كنت        | إسنلار          | حافلات İETT: 33, 33B, 33ES, 33M, 33TE, 33TM, 33Y, 79KT, 98G, 98Y, 336G, HT11, MK53 | تحت الأرض | - جييم كنت - تكستيل كنت                                                    |
| أوروتش رئيس                  | إسنلار          | حافلات İETT: 33, 33B, 33ES, 33M, 33Y, 98G, 98Y, HT11 | تحت الأرض |                                                                            |
| غوز تبة                      | باعجلار         | حافلات İETT: 31Y, 76A, 76O, 78, 79E, 89C, 89T, 91E, 91M, 97GE, 97M, 141A, 141M, 146A, 146B, 146K, 146M, 146T, 303B, HT11 | تحت الأرض |                                                                            |
| محمود بيي                    | باعجلار         | حافلات İETT: 36Y, 89C, 89T, 97E, 97GE, 97M, 98M, 141K, 141M, 144M, H-1, HT10 | تحت الأرض |                                                                            |
| ↓↓ تحت الإنشاء ↓↓            |                 | |           |                                                                            |
| الحديقة الإقليمية            | باعجلار         | حافلات İETT: 97E, 98M, 141K, 141M, 144M | تحت الأرض |                                                                            |
| أتاتورك محلسي                | كوتشوك تشكمجة   | حافلات İETT: 36AY, 76O, 78ZB, 79FY, 79K, 89C, 89F, 89M, 98, 98H, 98KM, 98MB, 141A, 141K, 141M, 143, H-3, HS3, MK19, MK31 | تحت الأرض |                                                                            |
| السكن العام                  | كوتشوك تشكمجة   | حافلات İETT: 89, 89YB, 98AB, 98T, 141A, 143, MR40 | تحت الأرض | آرينا بارك                                                                 |
| تيما بارك                    | كوتشوك تشكمجة   | (استاد حلقةلي) حافلات İETT: 89, 89YB, 98T, 141K, 141M, MR40 | تحت الأرض | استاد حلقةلي                                                               |
| مستشفى سلطان سليمان القانوني | كوتشوك تشكمجة   | حافلات İETT: 36AS, 78G, 78Ş, 76V, 89A, 89K, 89T, 98S, 141A, 141K, 141M, 142B, 142T, HT1, KÇ2, MK16, MK31, MR40, MR50, MR51, MR54 | تحت الأرض |                                                                            |
| تحتة قلعة                    | أفجلار          | حافلات İETT: 147 | تحت الأرض |                                                                            |
| إسبرطة قلعة                  | أفجلار          | حافلات İETT: 76A, 76V, 142B, 142E, 142T, 144M, 146A, 146F, 146T, 147, E-56, E-57, E-58, E-59, HS2, MK14, MK15, MR51, MR54 | تحت الأرض |                                                                            |
| باغجة شهير                   | باشاك شهير      | حافلات İETT: 76D, 142, 142B, 144K, 144M, 146, 146A, 146F, 146T, 147, E-57, E-58, E-59, MK15, MR51 | تحت الأرض |                                                                            |
| إسن كنت                      | إسنيورت         | حافلات İETT: 76D, 142, 142A, 142ES, 144A, 144K, 146, 146A, 146F, E-57, E-58, E-59 | تحت الأرض | أكباتي مول                                                                 |
| آردتشلي                      | إسنيورت         | حافلات İETT: 76D, 142, 142A, 142ES, 142B, 142E, 144A, 146, 147, ES4 | تحت الأرض |                                                                            |
| ميدان إسنيورت                | إسنيورت         | حافلات İETT: 76D, 142, 142A, 142B, 142E, 142ES, 142T, 144A, 146, 147, ES1, HS2 | تحت الأرض |                                                                            |
| ↓↓ تحت التخطيط↓↓             |                 | |           |                                                                            |
| ناظم حكمت                    | إسنيورت         | حافلات İETT: 76D, 142, 142E, 144A, 146, 147, ES1, HS2 | تحت الأرض |                                                                            |
| بلدية إسنيورت                | إسنيورت         | حافلات İETT: 76D, 142, 142E, 144A, 146, 147, ES1, HS2 | تحت الأرض |                                                                            |
| فيروز كوي                    | أفجلار          | حافلات İETT: 76D, 142, 142A, 142ES, 142F, 142K, 144A, 146, 147 | تحت الأرض |                                                                            |
| سعادة ديرة                   | أفجلار          | حافلات İETT: 76, 76BA, 76C, 76G, 145, 303A, 401, 429A, 458, BM4, HT29, HT48 | تحت الأرض |                                                                            |

## قسم M7 مجيدية كوي - محمود بيه
افتُتح قسم شيشلي/مجيدية كوي - محمود بيه في 28 أكتوبر 2020، حيث يخدم هذا القسم من خط M7 خمسة عشر محطة مترو تمتد عبر ست مناطق في مدينة إسطنبول. يبلغ طول الخط 18 كـم (11 ميل)، وبهذا يصل الطول الإجمالي لشبكة المترو في إسطنبول إلى 172.25 كـم (107.03 ميل). يُعد هذا الخط الثاني في إسطنبول الذي يعمل بنظام تشغيل القطار الآلي (ATO) بعد خط M5 أوسكودار–تشكمه كوي، وهو أول خط بنظام ATO في الجانب الأوروبي من المدينة. تتميز جميع المحطات بوجود أبواب شاشة على الرصيف، التي تُفتح فقط عند توقف القطار على الرصيف.

## روابط خارجية
- الموقع الرسمي